# 野々瀬ミオ
野々瀬 ミオ（ののせ みお、2月11日 - ）は、日本の女性声優。以前はトリトリオフィスに所属。現在はフリーランス。

## 出演
太字はメインキャラクター。

### テレビアニメ
- LEMON ANGEL PROJECT（2006年、仙道春香）
- 夜明け前より瑠璃色な-Crescent Love-（2006年、ミア・クレメンティス[1]）
- 妖逆門（2006年、鳥妖）

### OVA
- _summer（2006年、七緒日向子）

### ゲーム
- チャコっとゲーム研究会〜すずめ隊長のメイドカフェ〜（2006年、マリー）
- 夜明け前より瑠璃色な-Brighter than dawning blue-（2006年 - 2009年、ミア・クレメンティス[2]） - 2作品[注 1]
- 夜明け前より瑠璃色な PORTABLE（2010年、ミア・クレメンティス）

### ドラマCD
- Café吉祥寺で（桃子）
- 秋桜の空に〜そよ風のひより〜（2004年、女生徒）
- ドラマCD「夜明け前より瑠璃色な-Crescent Love-」（2006年、ミア・クレメンティス）

### 音楽CD
- AUGUST 10th MEMORIAL（2011年12月29日）